# Александровка (Бірський район)
Алекса́ндровка (рос. Александровка, башк. Александровка) — хутір (у минулому селище) у складі Бірського району Башкортостану, Росія. Входить до складу Кусекеєвської сільської ради.
Населення — 4 особи (2010; 6 у 2002).
Національний склад:
- росіяни — 83 %